# Calycorectes heringerianus
Calycorectes heringerianus är en myrtenväxtart som beskrevs av Joáo Rodrigues de Mattos. Calycorectes heringerianus ingår i släktet Calycorectes och familjen myrtenväxter. Inga underarter finns listade i Catalogue of Life.